# Биркјир Маур Сајварсон
Биркјир Маур Сајварсон (исл. Birkir Már Sævarsson‎‎; Рејкјавик, 11. новембар 1984) професионални је исландски фудбалер који примарно игра у одбрани на позицији десног бека.

## Клупска каријера
Професионалну каријеру Биркјир започиње играјући за екипу Валура из Рејкјавика за чији први тим дебитује током првенствене сезоне 2003. године. У Валуру је играо шест првих сезона у каријери и за то време на одиграних укупно 77 утакмица у свим такмичењима постигао је и два гола, а са екипом је освојио и по једну титулу националног првака, трофеј купа и трофеј лига купа. 
Првог дана јануара 2008. потписује уговор са норвешким премијерлигашем Браном из Бергена, тимом за који игра наредних седам сезона (одиграо укупно 182 утакмице и постигао 18 голова). Након што је екипа Брана 2014. испала у другу лигу, Сајварсон мења средину и у децембру исте године придружује се шведском Хамарбију из Стокхолма са којим потписује трогодишњи уговор као слободан играч. 
У јануару 2018. враћа се у домовину и потписује трогодишњи уговор са својим првим клубом, Валуром.

## Репрезентативна каријера
За сениорску репрезентацију Исланда дебитовао је 2. јуна 2007. у утакмици квалификација за Европско првенство 2008. са селекцијом Лихтенштајна. Девет година касније у пријатељској утакмици против истог ривала постиже свој први и једини погодак у репрезентативном дресу. 
Прво велико такмичење на ком је заиграо било је Европско првенство 2016. у Француској, такмичење на ком је одиграо свих пет утакмица за репрезентацију која је пласманом у четвртфинале остварила свој најбољи резултат у историји. 
Селектор Хејмир Халгримсон уврстио га је на списак играча за Светско првенство 2018. у Русији, где је одиграо све три утакмице за Исланд у групи Д.

### Голови за репрезентацију
| №  | Датум        | Место     | Ривал       | Гол. | Рез. | Такмичење            |
| -- | ------------ | --------- | ----------- | ---- | ---- | -------------------- |
| 1. | 6. јун 2016. | Рејкјавик | Лихтенштајн | 2:0  | 4:0  | Пријатељска утакмица |

## Успеси и признања
ФК Валур
- Првенство Исланда (1): 2007.
- Исландски куп (1): 2005.
- Исландски лигакуп (1): 2008.